# Vilaür
Vilaür est une commune d'Espagne dans la communauté autonome de Catalogne, province de Gérone, de la comarque d'Alt Empordà

## Économie
La maison d'édition de Jacobo Siruela, Ediciones Atalanta, a son siège dans le village.